# نیو نیدورپ
نیو نیدورپ (به هلندی: Nieuwe Niedorp) یک منطقهٔ مسکونی در هلند است که در هولاندس کرون واقع شده‌است. نیو نیدورپ ۳٬۱۶۰ نفر جمعیت دارد.